# Salah Mohsen
Salah Mohsen (in arabo صلاح محسن‎?; Zagazig, 1º settembre 1998) è un calciatore egiziano, attaccante dell'Al-Masry.

## Caratteristiche tecniche
Esterno d'attacco, in grado di agire sia da seconda punta che da finalizzatore della manovra. In possesso di una notevole velocità - a cui abbina ottime doti tecniche, che gli consentono di liberarsi del diretto avversario nell'uno contro uno - tende ad agire sul filo del fuorigioco.

## Carriera

### Club
Muove i suoi primi passi nel settore giovanile dell'ENPPI. Esordisce in prima squadra il 22 ottobre 2016 contro il Tanta, subentrando al 37' della ripresa al posto di Ahmed Fatouh.
Il 30 gennaio 2018 passa all'Al-Ahly in cambio di 35 milioni di EGP - circa un milione e mezzo di euro; rendendolo il trasferimento più oneroso di sempre tra due società egiziane - con cui firma un contratto valido fino al 2022.
Il 10 ottobre 2022 passa in prestito al Ceramica Cleopatra.

### Nazionale
Esordisce con la selezione dei Faraoni il 13 agosto 2017 contro il Marocco in un incontro valido per l'accesso alla fase finale del Campionato delle Nazioni Africane 2018, subentrando al 68' al posto di Ahmed Dawouda.

## Statistiche

### Presenze e reti nei club
Statistiche aggiornate al 28 novembre 2023.
| Stagione        | Squadra            | Campionato      | Campionato | Campionato | Coppe nazionali | Coppe nazionali | Coppe nazionali | Coppe continentali | Coppe continentali | Coppe continentali | Altre coppe | Altre coppe | Altre coppe | Totale | Totale |
| Stagione        | Squadra            | Comp            | Pres       | Reti       | Comp            | Pres            | Reti            | Comp               | Pres               | Reti               | Comp        | Pres        | Reti        | Pres   | Reti   |
| --------------- | ------------------ | --------------- | ---------- | ---------- | --------------- | --------------- | --------------- | ------------------ | ------------------ | ------------------ | ----------- | ----------- | ----------- | ------ | ------ |
| 2016-2017       | ENPPI              | PL              | 16         | 3          | CE              | 2               | 0               | -                  | -                  | -                  | -           | -           | -           | 18     | 3      |
| 2017-gen. 2018  | ENPPI              | PL              | 18         | 7          | CE              | 1               | 0               | -                  | -                  | -                  | -           | -           | -           | 19     | 7      |
| Totale ENPPI    | Totale ENPPI       | Totale ENPPI    | 34         | 10         |                 | 3               | 0               |                    | -                  | -                  |             | -           | -           | 37     | 10     |
| gen.-giu. 2018  | Al-Ahly            | PL              | 7          | 2          | CE              | 1               | 0               | ACC+CCL            | 0+8                | 2                  | SE          | -           | -           | 16     | 4      |
| 2018-2019       | Al-Ahly            | PL              | 11         | 2          | CE              | 0               | 0               | ACC+CCL            | 4+2                | 0                  | SE          | 0           | 0           | 17     | 2      |
| 2019-gen. 2020  | Al-Ahly            | PL              | 1          | 0          | CE              | 2               | 0               | CCL                | 3                  | 4                  | SE          | 0           | 0           | 6      | 4      |
| gen.-giu. 2020  | Smouha             | PL              | 14         | 5          | CE              | 1               | 1               | -                  | -                  | -                  | -           | -           | -           | 15     | 6      |
| 2020-2021       | Al-Ahly            | PL              | 23         | 5          | CE              | 5               | 1               | CCL                | 6                  | 1                  | SE+SA+Cmc   | 1+1+2       | 0+1+0       | 38     | 8      |
| 2021-2022       | Al-Ahly            | PL              | 16         | 1          | CE              | 2               | 0               | CCL                | 2                  | 0                  | SE+SA+Cmc   | 0           | 0           | 20     | 1      |
| 2022-2023       | Ceramica Cleopatra | PL              | 20         | 4          | CE              | 1               | 1               | -                  | -                  | -                  | -           | -           | -           | 21     | 5      |
| 2023-gen. 2024  | Al-Ahly            | PL              | 1          | 0          | CE              | 0               | 0               | AFL+CCL            | 3+2                | 0+1                | SE+SA+Cmc   | 0+1+0       | 0           | 7      | 1      |
| Totale Al-Ahly  | Totale Al-Ahly     | Totale Al-Ahly  | 59         | 10         |                 | 10              | 1               |                    | 30                 | 8                  |             | 5           | 1           | 104    | 20     |
| Totale carriera | Totale carriera    | Totale carriera | 127        | 29         |                 | 15              | 3               |                    | 30                 | 8                  |             | 5           | 1           | 177    | 41     |

### Cronologia presenze e reti in nazionale
| Cronologia completa delle presenze e delle reti in nazionale ― Egitto | Cronologia completa delle presenze e delle reti in nazionale ― Egitto | Cronologia completa delle presenze e delle reti in nazionale ― Egitto | Cronologia completa delle presenze e delle reti in nazionale ― Egitto | Cronologia completa delle presenze e delle reti in nazionale ― Egitto | Cronologia completa delle presenze e delle reti in nazionale ― Egitto | Cronologia completa delle presenze e delle reti in nazionale ― Egitto | Cronologia completa delle presenze e delle reti in nazionale ― Egitto |
| Data                                                                  | Città                                                                 | In casa                                                               | Risultato                                                             | Ospiti                                                                | Competizione                                                          | Reti                                                                  | Note                                                                  |
| --------------------------------------------------------------------- | --------------------------------------------------------------------- | --------------------------------------------------------------------- | --------------------------------------------------------------------- | --------------------------------------------------------------------- | --------------------------------------------------------------------- | --------------------------------------------------------------------- | --------------------------------------------------------------------- |
| 13-8-2017                                                             | Alessandria d'Egitto                                                  | Egitto                                                                | 1 – 1                                                                 | Marocco                                                               | Q. Campionato delle Nazioni Africane 2018                             | -                                                                     | 68’                                                                   |
| 8-9-2018                                                              | Alessandria d'Egitto                                                  | Egitto                                                                | 6 – 0                                                                 | Niger                                                                 | Qual. Coppa d'Africa 2019                                             | 1                                                                     | 57’                                                                   |
| 16-11-2018                                                            | Alessandria d'Egitto                                                  | Egitto                                                                | 3 – 2                                                                 | Tunisia                                                               | Qual. Coppa d'Africa 2019                                             | -                                                                     | 67’ 90+3’                                                             |
| 26-3-2019                                                             | Asaba                                                                 | Nigeria                                                               | 1 – 0                                                                 | Egitto                                                                | Amichevole                                                            | -                                                                     | 46’                                                                   |
| 5-9-2021                                                              | Franceville                                                           | Gabon                                                                 | 1 – 1                                                                 | Egitto                                                                | Qual. Mondiali 2022                                                   | -                                                                     | 83’                                                                   |
| Totale                                                                |                                                                       | Presenze                                                              | 5                                                                     |                                                                       | Reti                                                                  | 1                                                                     |                                                                       |

## Palmarès

### Club

#### Competizioni nazionali
- Campionato egiziano: 2

Al-Ahly: 2017-2018, 2018-2019
- Coppa d'Egitto: 1

Al-Ahly: 2019-2020
- Supercoppa d'Egitto: 3

Al-Ahly: 2018, 2021, 2023

#### Competizioni internazionali
- CAF Champions League: 1

Al-Ahly: 2020-2021
- Supercoppa CAF: 2

Al-Ahly: 2020, 2021

### Nazionale
- Coppa d'Africa Under-23: 1

Egitto 2019